# Stimmhafter labiodentaler Flap
Der labiodentale Flap ist ein Konsonant, der in mehreren Sprachen der Zentralafrikanischen Republik und benachbarter Länder auftritt, beispielsweise in Margi oder Kera, wie auch in Simbabwe. Des Weiteren soll er in der austronesischen Sprache Sika vorkommen. Es handelt sich um das unübliche Beispiel eines nicht-rhotischen Flaps.
Der bilabiale Flap scheint in den meisten Sprachen ein Allophon zu sein, wenn nicht in allen, also könnte man allgemeiner von einem labialen Flap sprechen.

## Zeichen
In der linguistischen Literatur ist der labiodentale Flap oft ad hoc mit der Brevis als IPA-Bezeichnung für Extra-Kürze umschrieben worden: [v̆], bisweilen auch mit dem Symbol ⱴ, das von Joseph Greenberg geprägt worden ist. Nachdem Dr. Kenneth S. Olsen um die Aufnahme des labiodentalen Flaps in das Internationale Phonetische Alphabet ersucht hatte, hat sich die International Phonetic Association 2005 darauf geeinigt, ihn mit einem v mit Haken rechts zu bezeichnen:
Das Zeichen ist eine Kombination aus v und ɾ, dem Zeichen für den alveolaren Tap.
Dies war seit zwölf Jahren das erste neue Zeichen, das in das IPA aufgenommen wurde. Der Unicode-Zeichensatz wurde in Version 5.1.0 um dieses Zeichen erweitert (U+2C71: ⱱ). Alternativ wird auch der ähnliche Buchstabe Ischiza (ѵ) aus dem kyrillischen Alphabet oder U+F25F aus der Private Use Area (Empfehlung der IPA) verwendet.

## Bildung
Der labiodentale Flap beginnt mit der Unterlippe an der Innenseite der oberen Schneidezähne. Sodann wird die Unterlippe hinausgeschleudert, wobei sie an den oberen Schneidezähnen oder der Oberlippe oder beiden entlangstreicht.

## Beispiele
In Sika ist der labiodentale Flap bei sorgfältiger Aussprache zu hören, doch kann er auch als stimmhafter labiodentaler Plosiv [b̪] ausgesprochen werden oder als Affrikate. Er steht sowohl zum stimmhaften bilabialen als auch zum labiodentalen Frikativ in Opposition:
| [ѵoːtɛr]                                | 'ich stecke einen Pfahl in den Boden' |
| [βotɛːr]                                | 'ich kaufe'                           |
| [voːtɛr]                                | 'wir (inklusiv) kaufen'               |
| Ein labiodentaler Flap zwischen zwei Aⓘ |                                       |